# Cala Espart
La playa Cala Espart está situada en Santa Eulalia del Río, en la parte oriental de la isla de Ibiza, en la comunidad autónoma de las Islas Baleares, España.
Es una playa pequeña con ausencia de arena. Es frecuentada por barcos de recreo que fondean por los alrededores.